# Piz dal Fain
Piz dal Fain är en bergstopp i Schweiz.   Den ligger i regionen Maloja och kantonen Graubünden, i den östra delen av landet, 200 km öster om huvudstaden Bern. Toppen på Piz dal Fain är 2 908 meter över havet, eller 74 meter över den omgivande terrängen. Bredden vid basen är 0,39 km.
Terrängen runt Piz dal Fain är bergig åt sydväst, men åt nordost är den kuperad. Närmaste större samhälle är St. Moritz, 11,9 km väster om Piz dal Fain. 
Trakten runt Piz dal Fain består i huvudsak av gräsmarker. Runt Piz dal Fain är det ganska glesbefolkat, med 23 invånare per kvadratkilometer.